# Chabulina amphipeda
Chabulina amphipeda is een vlinder uit de familie van de grasmotten (Crambidae). De wetenschappelijke naam van deze soort is voor het eerst voorgesteld als Margaronia amphipeda door Edward Meyrick in een publicatie uit 1939.
De soort komt voor in Mali, Kenia, Namibië en Réunion.